# Дюсюмбекова, Агиба
Агиба Дюсюмбекова (22 августа 1939 — 19 января 2025) — доярка госплемзавода «Аксай» Каскеленского района Алма-Атинской области, Лауреат Государственной премии Казахской ССР, полный кавалер ордена Трудовой Славы (1983).

## Биография
Родилась 22 августа 1939 года в Казахской ССР (ныне – Республика Казахстан). Казашка.
Окончила среднюю школу. В 1957-1972 годах – доярка совхоза «Путь Ленина» Андреевского района Алма-Атинской (с 1967 года – Талды-Курганской) области. С 1972 года – доярка госплемзавода «Аксай» Каскеленского района Алма-Атинской области Казахской ССР.
Мастер животноводства, используя передовой опыт и в совершенстве владея методами высокой организации труда, за счёт создания племенной группы коров, добилась надоев 4900 килограммов молока от коровы, что было самым высоким показателем в районе.
Указами Президиума Верховного Совета СССР от 14 февраля 1975 года и от 24 декабря 1976 года награждена орденами Трудовой Славы 3-й и 2-й степеней.
Указом Президиума Верховного Совета СССР от 7 января 1983 года за самоотверженный высокопроизводительный труд, большие успехи, достигнутые во всесоюзном соцсоревновании в ознаменование 60-летия образования СССР, долголетнюю безупречную работу в одном хозяйстве Дюсюмбекова Агиба награждена орденом Трудовой Славы 1-й степени. Стала полным кавалером ордена Трудовой Славы.
Из книги «Человек славен трудом» (Москва, 2012 год). ЖИВОТВОРНЫЕ КЛЮЧИ 

...
В животноводстве Агиба Дюсюмбекова трудится четверть века. Нелегкая работа. Пятьдесят коров на ее попечении и каждая из них дает около пяти тысяч килограммов молока. Доярка досрочно завершила две предыдущие пятилетки, за что была удостоена ордена Трудовой Славы III и II степени. Когда в «Аксакай» пришли газеты с текстом Указа о награждении Дюсюмбековой орденом Трудовой Славы I степени работники госплемзавода ходили именинниками, чувствовали свою причастность к этой высокой награде.
Дом Агибы Дюсюмбековой под стать хозяйке такой же чистенький, веселый, приветливый Ничего лишнего в комнатах Она угощала аро¬матным чаем и рассказывала о работе семье, о товарищах по труду. До 1972 года жила Агиба с мужем Тулегеном и работала в совхозе «Путь Ленина» Андреевского района Талды-Курганской области. Но когда старшие их дети подросли, пришлось переехать, так как в родном селе не было школы-десятилетки.
Опытную доярку и классного механизатора на госплемзаводе «Аксакай» приняли с распростертыми объятиями. И супруги трудились все эти годы на совесть, заслужили уважение товарищей по работе и руководителей госплемзавода. В 1980 году Агибе была присуждена Государственная премия Казахской ССР. Трудящиеся Семиречья избрали ее депутатом Верховного Совета республики.
Доярки говорили о ней только добрые слова. За десять лет Агиба ни разу не опоздала на дойку, никогда никого не обидела несправедливым словом, они даже не припомнят случая, чтобы она повысила голос даже на заупрямившуюся корову.
Молодежь идет работать на ферму с большой охотой Трудовая жизнь детей Агибы также началась с фермы Они получили среднее образование, учатся в техникумах и институте, а самый меньший к радости семьи возвращается из армии. Но Агиба не скрывает и своей озабоченности Умелых людей на ферме явно не хватает Наставничество - великое дело, но этого уже мало. Надо наладить подготовку рабочих ведущих профессий для хозяйств более основательно. И еще одно - трудовая дисциплина. Без этого не будет долголетнего добросовестного труда Агиба верит, что труд всегда будет основой жизни человека.
Байжанов М., Гутенев Д., Петрушов А.,
журналисты, Республика Казахстан
— 
Являлась наставником молодежи, подготовила 5 молодых доярок. В 1980-е годы продолжала работать в родном совхозе.
Умерла 19 января 2025 года. Похоронена в Алма-Ате на кладбище Ак-Булак.
Лауреат Государственной премии Казахской ССР (1980).
Депутат Верховного Совета Казахской ССР 10-го созыва (1980-1984).

## Награды
Награждена орденами Трудовой Славы 1-й, 2-й, 3-й степеней:
3 ст. 14.02.1975 № 5729
2 ст. 24.12.1976 № 1793
1 ст. 07.01.1983 № 12
- медалями, в том числе "За трудовое отличие" (08.04.1971), а также медалями ВДНХ СССР, знаками «Ударник пятилетки», «Победитель социалистического соревнования»[1].